# Kimovsk
Kimovsk (en russe : Ки́мовск) est une ville de l'oblast de Toula, en Russie, dans le raïon de Kimovski. Sa population s'élevait à 25 142 habitants en 2021.

## Géographie
Kimovsk est située à 65 km — 69 km par la route — au sud-est de Toula.

## Histoire
Kimovsk a été fondée pendant la Seconde Guerre mondiale, dans le cadre de l'exploitation intensive du charbon du bassin houiller de Moscou. De nombreuses mines ont été mises en exploitation sur les terres d'un kolkhoze nommé « Internationale communiste de la jeunesse » (en russe : Коммунистический интернационал молодёжи), abrégé en КИМ en russe, ou KIM, d'où le nom de la localité : Kimovsk. Les mineurs furent logés dans une cité nommée Mikhaïlovka (russe : Миха́йловка). En 1948, Mikhaïlovka fut rebaptisée Kimovsk et reçut le statut de ville en 1952.

## Population
Recensements ou estimations de la population
| 1959*  | 1970*  | 1979*  | 1989*  | 2002*  | 2010*  |
| ------ | ------ | ------ | ------ | ------ | ------ |
| 39 490 | 44 490 | 42 057 | 38 294 | 33 169 | 28 485 |

| 2012   | 2013   | 2014   | 2015   | 2016   | 2017   |
| ------ | ------ | ------ | ------ | ------ | ------ |
| 27 972 | 27 511 | 27 107 | 26 591 | 26 236 | 26 093 |

| 2018   | 2019   | 2020   | 2021   | - | - |
| ------ | ------ | ------ | ------ | - | - |
| 25 951 | 25 727 | 25 563 | 25 142 | - | - |

## Économie
Du lignite est exploité dans la région de Kimovsk. L'industrie comprend plusieurs usines : PO Apogueï (ПО "Апогей") fabrique de l'équipement radio ; des usines de confection, de produits alimentaires, d'éléments en béton armé.